# Иништускерт
Иништускерт (ирл. Inis Tuaisceart, англ. Inishtooskert) — остров на юго-западе Ирландии, графство Керри, самый северный из островов Бласкет — название так и переводится, «северный остров». Здесь располагается колония британских качурок (27 000 пар по исследованию 2000 года — самая большая в Ирландии, Британии, и, вероятно, во всём мире).